# Дом-музей Ярослава Гашека
Дом-музей Ярослава Гашека — музей в деревне Липнице в Чехии, расположенный в доме, где в последние годы жил писатель Ярослав Гашек. 
Один из двух музеев Гашека в мире, второй — музей в Бугульме. Дом является Памятником культуры Чешской Республики.

## История
В деревне Гашек поселился летом 1921 года, перебравшись с приятелем Ярославом Панушкой из шумной Праги. Прежде чем купить дом год жил в гостинице. В доме Гашек с женой занимали одну комнату, тут писатель и умер 3 января 1923 года.
Именно в этом доме писатель работал над своим самым известным романом «Похождения бравого солдата Швейка»..

## Экспозиция
Мемориальная экспозиция в доме была открыта сыном писателя в 1959 году. Открытие музея стало большим событием для деревни, превратив её в популярное место. Во времена Чехословакии здесь регулярно проводился Фестиваль юмора и сатиры имени Гашека, в то время в Липнице приезжали видные актёры и певцы.
Экспозиция музея включает старинные фотография, рукописи. Большая часть музея посвящена именно фигуре солдата Швейка из одноимённого романа, издания которого на разных языках представлены в музее. Также в музее можно увидеть старинные экспонаты: зонтик, шляпу, пинту, бутылку, гармошку. Самым ценным экспонатом являются часы Гашека.
На втором этаже дома расположена комната, где жил Гашек, с простой обстановкой: старинные стол и стулья, посуда, кровать, шкаф, печка.
Писатель похоронен на местном кладбище, надгробие выполнено в форме открытой книги. У городской гостиницы установлен памятник писателю.